# Pergamin

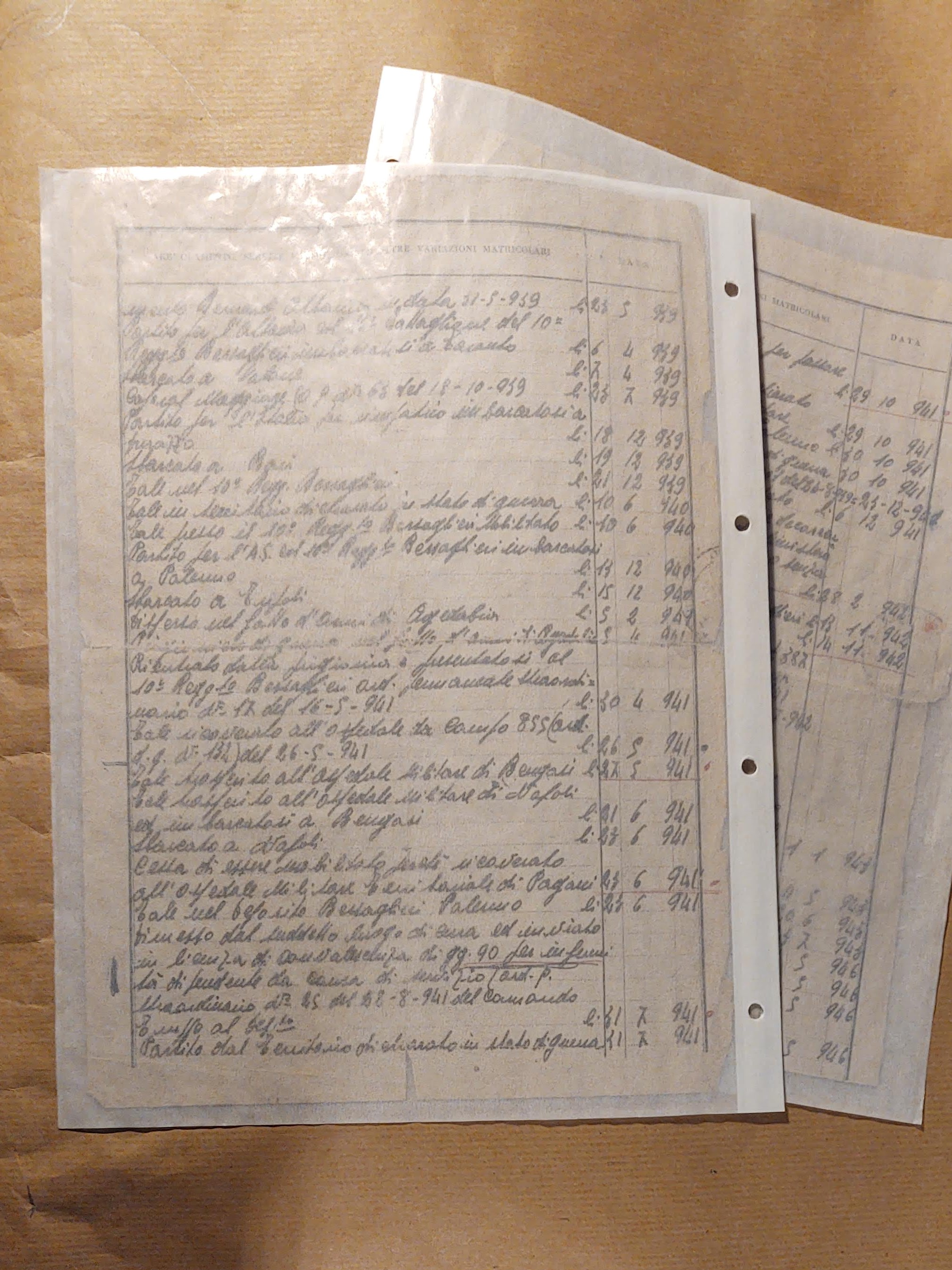
Dokumentenhüllen aus Pergamin

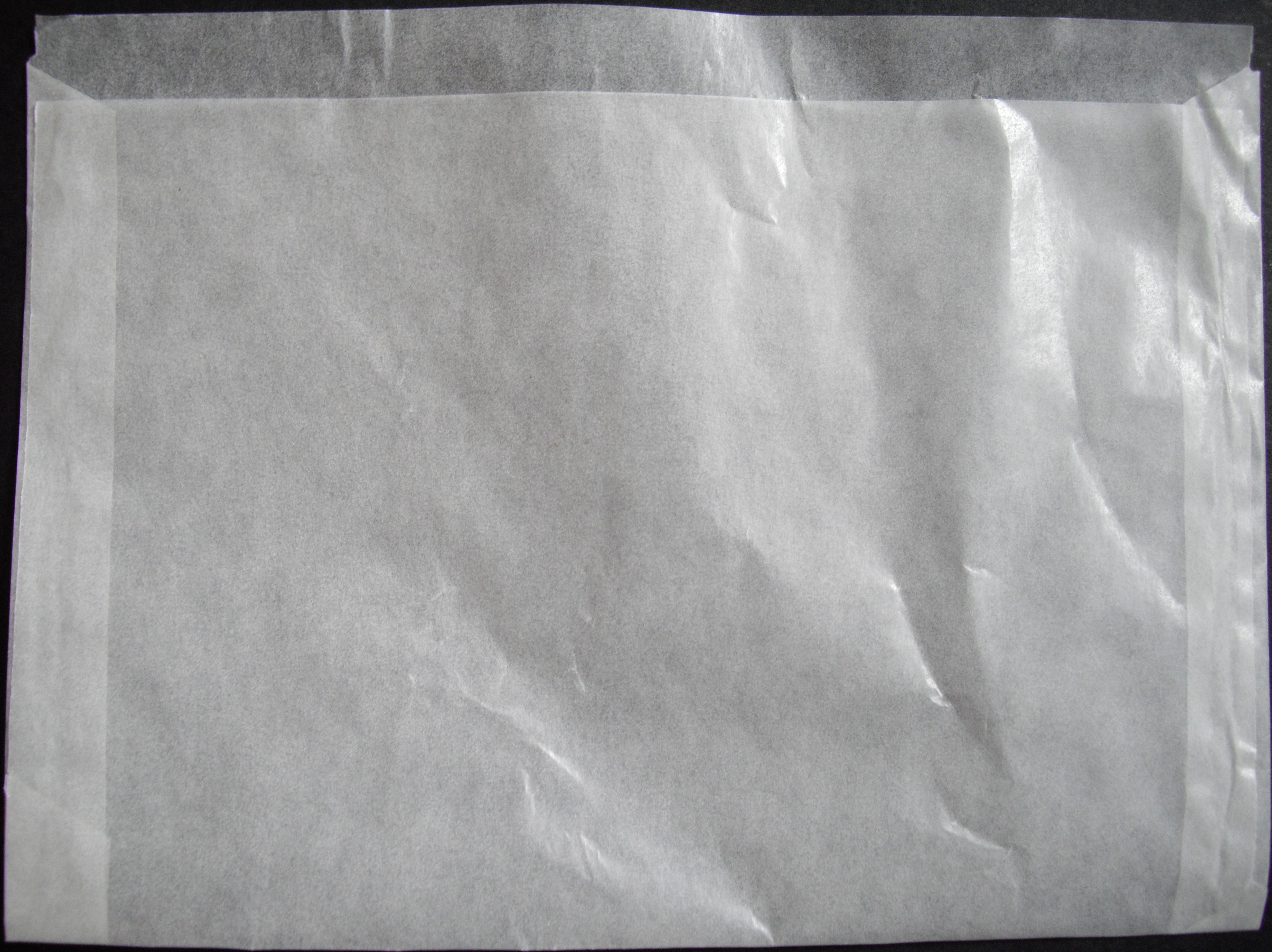
Pergamintüte zum Archivieren von Fotos

Pergamin ist ein aus fein gemahlenem gebleichtem Zellstoff hergestelltes, weitgehend fettdichtes, aber nicht nassfestes Transparentpapier. Seine hohe Transparenz erhält es durch eine sehr scharfe Satinage. Verwendet wird es unter anderem für Fensterbriefhüllen, Drachenpapier, Röntgenfilmschutztaschen, Filmnegativhüllen und die Verpackung von Süßwaren.
Sichthüllen aus Pergamin bestehen in der Regel aus chlorfrei gebleichtem Zellstoff, sind, je nach Herstellerangabe, zu 100 % recyclingfähig und können daher ggf. über das Altpapier entsorgt werden. Sie können am besten mit Filzstift, aber auch mit Bleistift auf dem verstärkten Lochrand, sofern vorhanden, beschriftet werden.
Sie sind eine valide Alternative zu Klarsichthüllen aus Kunststoff. In manchen Kunststoffhüllen können Weichmacher oder andere Substanzen sein, die das Dokument oder die Tinten angreifen, verkleben und sogar zerstören können.
Pergamin ist hinreichend transparent, um die aufbewahrten Archivalien darin recht gut erkennen und teilweise sogar lesen zu können. Eine Transparenz für das mühelose Lesen aller Dokumente ist allerdings nicht gegeben.
Aber die sowohl Fett- als auch Spritzwasserdichtigkeit und eine antistatische Beschaffenheit bieten langfristigen Schutz für wertvolle Dokumente von Sammlern oder auch Genealogen, für deren Schutz man möglicherweise bereit ist etwas mehr in die Hüllen zu investieren.
Der alternative Begriff Glassin leitet sich von der englischsprachigen Verwendung des Begriffes glassine für Pergamin ab.